# 馬里昂 (喬治亞州)
馬里昂（英語：Marion）是位於美國喬治亞州特維格縣的一個非建制地區。該地的面積和人口皆未知。

## 地理
馬里昂的座標為32°39′45″N 83°26′14″W / 32.66250°N 83.43722°W，而該地的平均海拔高度為116米（即381英尺）。